# 中嶋秀樹
中嶋 秀樹（なかじま ひでき、1971年5月20日 - ）は、日本の政治家。日本維新の会所属の元衆議院議員（1期）。

## 来歴
京都府八幡市に生まれる。常翔啓光学園中学校・高等学校、大阪国際大学政経学部政経学科卒業。燃料会社代表取締役、八幡市青年会議所理事長を務める。
2019年（平成31年）4月7日投開票の京都府議会議員選挙に日本維新の会公認で八幡市選挙区（定数2）から立候補したが落選。
2021年（令和3年）10月31日投開票の第49回衆議院議員総選挙に日本維新の会公認で京都6区から立候補したが、立憲民主党公認の山井和則に敗れ落選。
。
2023年（令和5年）10月4日、同党の前川清成衆議院議員が公職選挙法違反の引責を理由に議員を辞職した事に伴い、同月18日の欠員補充の選挙会で比例近畿ブロック次点者であった中嶋の繰り上げ当選が決定した。任期は翌19日からとなる。
2024年（令和6年）10月27日投開票の第50回衆議院議員総選挙に日本維新の会公認で京都6区から立候補したが、立憲民主党公認の山井和則に敗れ落選。

## 政策・主張

### 憲法
- 憲法を改正し緊急事態条項を設けることについて、2021年の毎日新聞社のアンケートで選択肢以外の回答をした[7]。

### 外交・安全保障
- 敵基地攻撃能力の保有について、2021年の毎日新聞社のアンケートで選択肢以外の回答をした[7]。

- 普天間基地の辺野古移設をめぐる政府と沖縄県の対立をどう考えるかとの問いに対し、2021年の毎日新聞社のアンケートで「政府が埋め立てを進めるのはやむを得ない」と回答[7]。

- 徴用工訴訟などの歴史問題をめぐる日韓の関係悪化についてどう考えるかとの問いに対し、2021年の毎日新聞社のアンケートで「より強い態度で臨む」と回答[7]。

### ジェンダー
- クオータ制の導入について、2021年の毎日新聞社のアンケートで「反対」と回答[7]。

### その他
- 森友学園への国有地売却をめぐる公文書改竄問題で、2021年5月6日、国は「赤木ファイル」の存在を初めて認めた[8]。しかし5月13日、菅義偉首相はファイルの存在を踏まえた再調査を行わない考えを報道各社に書面で示した[9]。9月の自民党総裁選挙で総裁に選出された岸田文雄も10月11日、衆議院本会議の代表質問で再調査の実施を否定した[10]。国の対応をどう考えるかとの同年の毎日新聞社のアンケートに対し、選択肢以外の回答をしなかった[7]。

## 選挙歴
| 当落 | 選挙                     | 執行日         | 選挙区       | 政党         | 得票数    | 得票率 | 定数 | 得票順位 /候補者数 | 政党内比例順位 /政党当選者数 |
| ---- | ------------------------ | -------------- | ------------ | ------------ | --------- | ------ | ---- | ------------------ | ---------------------------- |
| 落   | 2019年京都府議会議員選挙 | 2019年4月7日   | 八幡市選挙区 | 日本維新の会 | 5619票    | 26.66% | 2    | 3/3                | /                            |
| 繰当 | 第49回衆議院議員総選挙   | 2021年10月31日 | 京都府第6区  | 日本維新の会 | 5万8487票 | 22.79% | 1    | 3/3                | 12/10                        |
| 落   | 第50回衆議院議員総選挙   | 2024年10月27日 | 京都府第6区  | 日本維新の会 | 3万8590票 | 15.87% | 1    | 3/5                | 17/7                         |